# 毛利高翰
毛利 高翰（もうり たかなか）は、江戸時代後期の大名。豊後国佐伯藩の第10代藩主。官位は従五位下・出雲守、若狭守。

## 略歴
第9代藩主・毛利高誠の長男として誕生。幼名は栄菊。
文化7年（1810年）12月、従五位下出雲守に叙任する。文化9年（1812年）5月25日、藩内での一揆が沈静化した後、父から家督を譲られた。祖父の高標や父に倣って文教政策に尽力した。その結果、中島子玉ら多くの文人が輩出され、佐伯藩は財政が悪化した反面で、文学においての隆盛を極めた。藩政においても新田開発、治水工事、殖産興業政策を採用して財政再建を行なっている。
天保3年（1832年）5月23日、病を理由に家督を長男・高泰に譲って隠居し、嘉永5年（1852年）4月に58歳で死去した。法号は成徳院。

## 系譜
父母
- 毛利高誠（父）
- 喜連川恵氏の娘（母）

正室
- 井伊直朗の娘

子女
- 毛利高泰（長男）
- 細川行芬正室
- 喜連川煕氏正室

## 家臣
文政2年（1819年）の須原屋版武鑑に掲載される家臣は以下のとおり。参考文献は石井良助の『編年江戸武鑑 文政武鑑1』（柏書房）。武鑑は編年をうたいながら家臣情報を毎年更新していないことが多いので、前年と比べて人名に変更がある文政2年を掲載したが、1年に1回の刊行のために実際とずれている場合もある。加判級については項目名がなく、家老、中老の別が判明しないので人名のみ掲載。役職については佐伯藩#家中の構成参照。
佐久間弾正、関谷隼人（定府）、中村志津广
〔番頭〕
資川長兵衛、間七郎右衛門、斎藤甚左衛門
〔用人〕
松井治兵衛（定府）、坂本小左衛門、国矢藤右衛門、佐久間九郎兵衛、益田金兵衛、高瀬藤兵衛（定府）、羽野沢右衛門（定府）、桑原半右衛門（定府、城使兼帯）、関谷東馬
〔城使〕
桑原半右衛門
〔助役〕
桑原源太兵衛